# Кришталева Оксана Павлівна
Окса́на Па́влівна Криштале́ва (25 лютого 1975, Львів) — українська письменниця, журналістка і публіцистка.

## Біографія
Оксана Кришталева народилась у сім'ї педагога. З 1982 до 1992 року навчалась у середній школі. Під час навчання відвідувала гурток німецької мови у СШ № 62, літературну студію «Джерельце» при обласній бібліотеці та студію гри на фортепіано при Львівському будинку вчених, яку закінчила у 1995 році.
Від 1992 до 1997 року навчалась у Львівському університеті імені Івана Франка на факультеті української філології (спеціальність — фольклор). У 1997 — 1998 роках працювала кореспонденткою студентського тижневика «Аудиторія» (Видання Львівської політехніки), а з 1998-го — на постійній роботі в Центрі дитячої та юнацької творчості МЖК-1 на посаді керівника літературно-журналістської студії «На горищі».
У 1999 році здобула заохочувальну премію МБФ та видавництва «Смолоскип» за збірку новел «Ритуальний танець бджоли»; цього ж року відзначена заохочувальною грамотою за участь у літературному конкурсі «Гранослов» Національної спілки письменників України в Києві.
У 2001 році — лауреат третьої премії МБФ «Смолоскип» за збірку новел «Королівські зайці», а в 2002 — заохочувальна премія за збірку новел «Paloma Picasso» на літературному конкурсі МБФ «Смолоскип».
З 1997 року Оксана Кришталева постійний член журі конкурсу «Славетні українці», організованого Благодійним фондом «Планета людей» у Львові.
З 2000 року вона член журі «Конкурсу юних літераторів Львівщини» Львівської Малої академії наук при ЛНУ ім. І. Франка.
З 1999 до 2001 року навчалась у Інституті підвищення кваліфікації та перепідготовки кадрів при ЛНУ ім. І. Франка (спеціальність — психологія).
З квітня 2001 року Оксана Кришталева — літературний редактор всеукраїнського дитячо-підліткового журналу «КЛАС» (Тернопіль), а також редактор газети «Діти Марії» (Марійського товариства милосердя у Львові).
З листопада 2003 року — постійна ведуча психологічної рубрики у газеті «Просвіта» (Львів).
Найбільші публікації друкувались у газетах «Експрес» (Львів) та «Просвіта», в літературних журналах: «Київ», «Кур'єр Кривбасу», «Четвер», «Найкращі жіночі історії» та «Коліжанка».
2011 року Оксана Кришталева упорядкувала видання «Християнська читанка» («Свічадо», ISBN 966-395-514-8).
Новелу Оксани Кришталевої «Атараксія» перекладено польською мовою й поміщено у книжці «Українсько-польське…» (Тернопіль, видавництво «Крок», 2014, перекладач Олег Король).
У липні 2023 року вступила в НСПУ.

## Твори
- «Саргасове море» (2005), збірка новел
- «Гліцеринова пані» (2009), збірка новел
- Новели «Нічлава-блюз», «Річкова повінь», «Трояндова вода у річці Свіча-Бережниця», «Літо», «Джазовий оркестр» в антології «Пастораль річечки» (Чернівці, «Букрек», 2011)
- «Три грації, або Дві Оксани з Любов'ю», збірка оповідань, Львів-АРС, 2012 — спільно з Любов'ю Долик і Оксаною Думанською
- «Смак грибної юшки». Роман у новелах. — Львів: Апріорі, 2013. — 172 с.
- «Львів. Львів'янки. Любов, антологія жіночої прози», ЛА «Піраміда», Львів, 2014, — 10 оповідань О. Кришталевої
- Оксана Кришталева, Христина Михалюк. «Моя християнська родина». — Львів: Свічадо, 2016. 112 с. ISBN 978-966-395-934-4
- «Автомобілі, автомобілі…» 2017 (колективна збірка малої прози «Дорожні історії»)
- «Вподобайки». Оповідання й новели. — Львів, видавництво Тараса Сороки, 2021. — 140 с. ISBN 978-617-7593-45-3
- Збірка поезій на сайті «Поетика» [Архівовано 26 січня 2013 у Wayback Machine.]

## Нагороди
- Заохочувальна премія МБФ та видавництва «Смолоскип» (1999)
- Заохочувальна грамота за участь у літературному конкурсі «Гранослов» Національної спілки письменників України у Києві (1999)
- Третя премія МБФ «Смолоскип» (2001)
- Третя премія імені Ірини Вільде за роман у новелах «Смак грибної юшки» (травень 2014)
- Диплом II ступеня на VI Всеукраїнському літературному конкурсі імені Леся Мартовича в номінації «Проза. Книги. Оповідання» (2022)

## Інтернет-джерела про творчість Оксани Кришталевої
- «Оксана Кришталева». Сайт «Гоголівська академія». Перевірено 10.11.2015 [Архівовано 4 березня 2016 у Wayback Machine.]
- «Християнська читанка». Сайт «Bookogolik». Перевірено 10.11.2015
- Виступ О. Кришталевої в Українській академії друкарства. Сайт «YouTube». Перевірено 10.11.2015
- «Оксана Кришталева: Мій потенційний читач повинен бути гурманом прози». Сайт «Українська правда. Життя». Перевірено 10.11.2015 [Архівовано 26 вересня 2015 у Wayback Machine.]
- «Оксана Кришталева у Тернополі». Сайт «YouTube». Перевірено 10.11.2015 [Архівовано 3 квітня 2016 у Wayback Machine.]
- «Оксана Кришталева: „Погана література — як гамбургер… ніби й напхав шлунок, а насолоди не одержав“». Сайт «Буквоїд». Перевірено 10.11.2015 [Архівовано 4 березня 2016 у Wayback Machine.]
- «Оксана Кришталева: „Стосунки двох людей — це, фактично, проекція життя усієї держави“». Сайт «Погляд». Перевірено 10.11.2015 [Архівовано 4 березня 2016 у Wayback Machine.]
- «Падав сніг. Майже білий. Як сон». (Оксана Кришталева). Сайт «Літературно-художній журнал „Дніпро“». Перевірено 10.11.2015
- «Оксана Кришталева. „Смак грибної юшки“». Сайт «BBC. Україна». Перевірено 10.11.2015
- Арт-бесіда з Оксаною Кришталевою. Сайт «YouTube». Перевірено 10.11.2015 [Архівовано 27 березня 2016 у Wayback Machine.]